# 373 Melusina
373 Melusina este un asteroid din centura principală, descoperit pe 15 septembrie 1893, de Auguste Charlois.